# 2000年夏季残疾人奥林匹克运动会乌克兰代表团
2000年夏季残疾人奥林匹克运动会乌克兰代表团是乌克兰派出的2000年夏季残疾人奥林匹克运动会代表团。获得3枚金牌、20枚银牌和14枚铜牌。